# Kevin Janssens (acteur)
Pour les articles homonymes, voir Janssens et Kevin Janssens.
Kevin Janssens, né le 21 août 1979 à Anvers (Belgique), est un acteur belge.

## Biographie
Kevin Janssens est né le 21 août 1979 à Anvers (Belgique). Il a étudié au Studio Herman Teirlinck, à Anvers.

## Carrière
Il débute au cinéma en 2006 dans le film d'Hans Herbots Tempête en haute mer.
En 2008, il obtient un rôle dans les séries L’Empereur du goût (jusqu'à l'année suivante) et Urgence disparitions (jusqu'en 2012, puis il revient une dernière fois en 2014 lors de la 5ème saison).
En 2010, il joue dans les films Zot van A. et Smoorverliefd, ainsi que les séries De Troon et Dag & nacht. Deux ans plus tard, il tourne dans Weekend aan Zee et la série Quiz Me Quick.
En 2013, il est présent à la télévision dans Salamandre. Mais ce n'est qu'en 2015 qu'il se fait connaître du grand public avec le film Les Ardennes de Robin Pront, sorti l'année suivante en France et où il joue aux côtés de Veerle Baetens et Jeroen Perceval.
Il commence sa carrière en France en 2017 avec les films Tueurs de Jean-François Hensgens et François Troukens et Revenge de Coralie Fargeat.
En 2018, il joue sous la direction de Guillaume Nicloux et avec Gaspard Ulliel, Guillaume Gouix et Gérard Depardieu dans Les Confins du monde et de Julien Leclercq dans Lukas avec Jean-Claude Van Damme.
En 2020, il est présent dans le western L'État sauvage de David Perrault avec Alice Isaaz, Déborah François, ou encore Bruno Todeschini et le thriller The Room de Christian Volckman avec Olga Kurylenko.

## Filmographie

### Cinéma

#### Longs métrages
- 2006 : Tempête en haute mer (Windkracht 10 : Koksijde Rescue) d'Hans Herbots : Rick Symons
- 2010 : Zot van A. de Jan Verheyen : Paul Boulat
- 2010 : Smoorverliefd d'Hilde Van Mighem : Mathias
- 2011 : Het varken van Madonna de Frank Van Passel : Tony Roozen
- 2012 : Weekend aan Zee d'Ilse Somers : Kevin
- 2015 : Les Ardennes (D'Ardennen) de Robin Pront : Kenneth
- 2016 : Home de Fien Troch : L'homme au mariage
- 2017 : Tueurs de Jean-François Hensgens et François Troukens : Vik
- 2017 : Revenge de Coralie Fargeat : Richard
- 2018 : Les Confins du monde de Guillaume Nicloux : Commandant Orlan
- 2018 : Lukas de Julien Leclercq : Geert
- 2018 : Catacombe de Victor D. Ponten : Kevin van Looy
- 2019 : Patrick (De Patrick) de Tim Mielants : Patrick
- 2020 : L'État sauvage de David Perrault : Victor
- 2020 : The Room de Christian Volckman : Matt
- 2021 : Samuel's Travels de Aik Karapetian : Samuel
- 2022 : Close de Lukas Dhont : le père de Rémi
- 2023 : The Chapel de Dominique Deruddere  : Tony Rogiers
- 2023 : Black Lotus de Todor Chapkanov : Fischer

#### Court métrage
- 2002 : De blauwe roos d'Arno Dierickx : Stem van Hans

### Télévision

#### Séries télévisées
- 2006 : Koning van de wereld : Stan Vandewalle
- 2008-2009 : L’Empereur du goût (De Smaak van De Keyser)  : Mario
- 2008-2012 / 2014 : Urgence disparitions (Vermist) : Nick Bulens
- 2009 : Flikken : Mark Devreese
- 2010 : De Troon : Léopold Ier
- 2010 : Dag & nacht : Mathias Bruylants
- 2011 : Monster ! : Blinde Priester
- 2011 : Het goddelijke monster : Steven Deschryver
- 2012 : Quiz Me Quick : Mario
- 2013 : Salamandre (Salamander) : Vincent Noël
- 2016 : Patrouille Linkeroever : Bruce Taveniers
- 2018 : Over Water : Patrick De Beco
- 2019 : Undercover : Jurgen Van Kamp
- 2022 : Enquête à cœur ouvert de Frank Van Passel : Simon Daendels
- 2022 : Two sommers de Tom Lenarts et Brecht Vanhoenacker : Luk Van Gael
- 2022 : Diamants bruts de Rotem Shamir et Yuval Yefet : Noah Wolfson

## Théâtre
- 2010 : Le Misanthrope : Acaste
- 2013 : Macbeth
- 2013-2014 : Desperado
- 2014 : Hamlet VS Hamlet
- 2015 : Caligula
- 2016 : Les Bienveillantes

## Distinctions
- 2007 : Shooting Stars de la Berlinale
- 2016 : Festival du film d'Ostende : Ensor du meilleur acteur pour Les Ardennes